# Can Cartró (Gelida)
Can Cartró és una masia de Gelida (Alt Penedès) protegida com a Bé Cultural d'Interès Local.

## Descripció
Antigament eren dos masos anomenats lo mas de la Vall i lo mas Puigbert. El gran mas actual data dels segles XIV o XV, i va ser totalment reformat al segle xx. És destacable fonamentalment per la seva posició topogràfica, amb grans murs de contenció de pedra i formigó que defineixen la imatge de tota la plana vitivinícola que s'estén als seus peus.
Està format per un cos principal i diferents annexes. El mas ha estat profundament transformat i ampliat per a permetre el desenvolupament de l'activitat vitivinícola. S'hi ha afegit diferents annexes per a cellers i magatzems.